# Cheilotoma beldei
Cheilotoma beldei  (лат.) — вид листоедов (Chrysomelidae) из подсемейства клитрин (Clytrinae). Встречается в Иордании и Турции. Cheilotoma beldei имеет наибольшее сходство с Cheilotoma musciformis.